# Un cœur innocent (téléfilm)

Un cœur innocent est un téléfilm en 4 parties, réalisé par David Attwood et diffusé pour la première fois le 26 mai 1997 sur France 2.

## Synopsis
Ce téléfilm est une adaptation du roman Heurs et Malheurs de la fameuse Moll Flanders écrit par Daniel Defoe en 1722.

## Fiche technique
- Réalisateur : David Attwood
- Auteur : Daniel Defoe
- Scénario : Andrew Davies
- Musique : Jim Parker
- Dates de diffusion : le 26 mai 1997 sur France 2
- Société de Production: France 2, Millésime Productions, Granada Productions
- Pays d'origine :  France  Royaume-Uni
- Durée : 87 minutes '10 (1re partie) et 93 minutes '02 (2e partie). 
 Diffusé en 4 parties de 54 minutes en Angleterre.
- Titres internationaux : 
 Die skandalösen Abenteuer der Moll Flanders 
  The Fortunes and Misfortunes of Moll Flanders

## Distribution
- Alex Kingston : Moll Flanders
- Daniel Craig : Jemmy Seagrove
- Diana Rigg : La mère de Lemuel
- Struan Rodger : Monsieur Richardson
- Colin Buchanan : Rowland
- Ian Driver : Robin, premier mari de Moll
- Tom Ward : Lemuel, troisième mari de Moll
- Christopher Fulford : Daniel Dawkins, deuxième mari de Moll
- James Fleet : Monsieur Bland, cinquième mari de Moll
- Patti Love : Madame Rordan